# الانتخابات الرئاسية في ألمانيا الغربية 1959
الانتخابات الرئاسية في ألمانيا الغربية 1959 هي الانتخابات الرئاسية الألمانية ‏ التي جرت في 1959، في ألمانيا، فاز بالانتخابات هاينريش لوبكه.